# Jan de Pape
Jan de Pape (circa 1383), was heer van Tielen.
Hij was gehuwd op witte donderdag in 1383 met Beatrix van Duffel. Doordat het huwelijk van Beatrix haar broer Jan van Duffel (1392) zonder erfgenaam bleef erfde Jan de Pape en Beatrix van Duffel heerlijkheid Tielen.
Na het overlijden van Jan de Pape hertrouwde Beatrix van Duffel met Jan van Ranst, zoon van Costin van Ranst. Hun dochter Catharina de Pape erfde de heerlijkheid Tielen waardoor zij en haar echtgenoot Daniël van Ranst, eveneens zoon van Costin van Ranst, eigenaar werden.